# Micul rombidodecaedru
În geometrie micul rombidodecaedru este un poliedru uniform neconvex, cu indicele U39. Are 42 de fețe (30 de pătrate și 12 decagoane), 120 de laturi și 60 de vârfuri. Având 42 de fețe, este un tetracontadiedru.
Este reprezentat prin diagramele Coxeter–Dynkin  (cu acoperire dublă a triunghiurilor), respectiv  (cu acoperire dublă a pentagoanelor). Figura vârfului este un patrulater autointersectat. Un poliedru neconvex are fețe care se intersectează care nu reprezintă laturi sau fețe noi. Doar cele marcate cu sfere aurii sunt vârfuri, iar cele cu linii argintii sunt laturi.
Are simbolul Wythoff 2 5 (3/2 5/2) |.

## Mărimi asociate

### Coordonate carteziene
Coordonatele carteziene ale vârfurilor unui rombicosidodecaedru centrat în origine, cu lungimea laturii de 2, sunt toate permutările pare ale:
{\displaystyle \left(\,(1+2\varphi ),\,\pm 1,\,\pm 1\,\right)}
{\displaystyle \left(\,0,\,\pm (1+\varphi ),\,\pm (2+\varphi )\,\right)}
{\displaystyle \left(\,\pm \varphi ,\,\pm \varphi ,\,\pm (1+\varphi )\,\right)}
unde {\displaystyle \varphi ={\frac {1+{\sqrt {5}}}{2}}} este secțiunea de aur.

### Raza sferei circumscrise
Raza sferei circumscrise este distanța comună a vârfurilor față de origine, și anume {\displaystyle {\sqrt {\varphi ^{6}+2}}={\sqrt {8\varphi +7}}} pentru lungimea laturii egală cu 2. Pentru lungimea laturii a, această valoare devine:
{\displaystyle R={\frac {\sqrt {8\varphi +7}}{2}}\,a={\frac {\sqrt {11+4{\sqrt {5}}}}{2}}\,a\approx 2,232951\,a.}

### Volum
Următoarea formulă pentru volum V este stabilită pentru lungimea laturilor tuturor poligoanelor (care sunt regulate) a:
{\displaystyle V=\left(20+{\frac {29}{3}}{\sqrt {5}}\right)\,a^{3}\approx 41,615324\,a^{3}}

## Poliedre înrudite
Are în comun aranjamentul vârfurilor cu micul dodecaedru trunchiat stelat, compusul de șase prisme pentagramice și compusul de douăsprezece prisme pentagramice. În plus, are în comun aranjamentul laturilor cu rombicosidodecaedrul (având fețele pătrate în comun) și cu micul dodecicosidodecaedru (având fețele decagonale în comun).

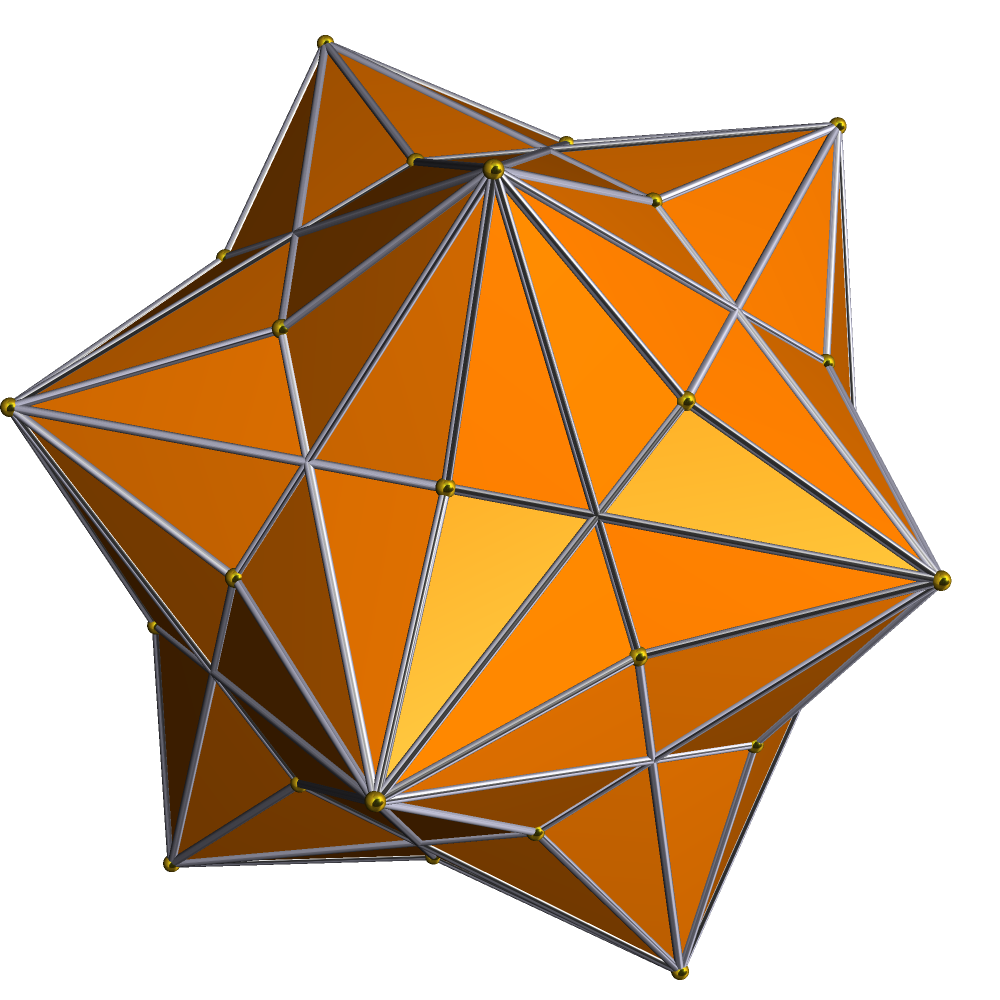
Dual: micul rombidodecacron

| Rombicosidodecaedru               | Micul dodecicosidodecaedru         | Micul rombidodecaedru                      |
| Micul dodecaedru trunchiat stelat | Compus de șase prisme pentagramice | Compus de douăsprezece prisme pentagramice |

### Poliedru dual
Dualul său este micul rombidodecacron.